# Nejdek (Lednice)

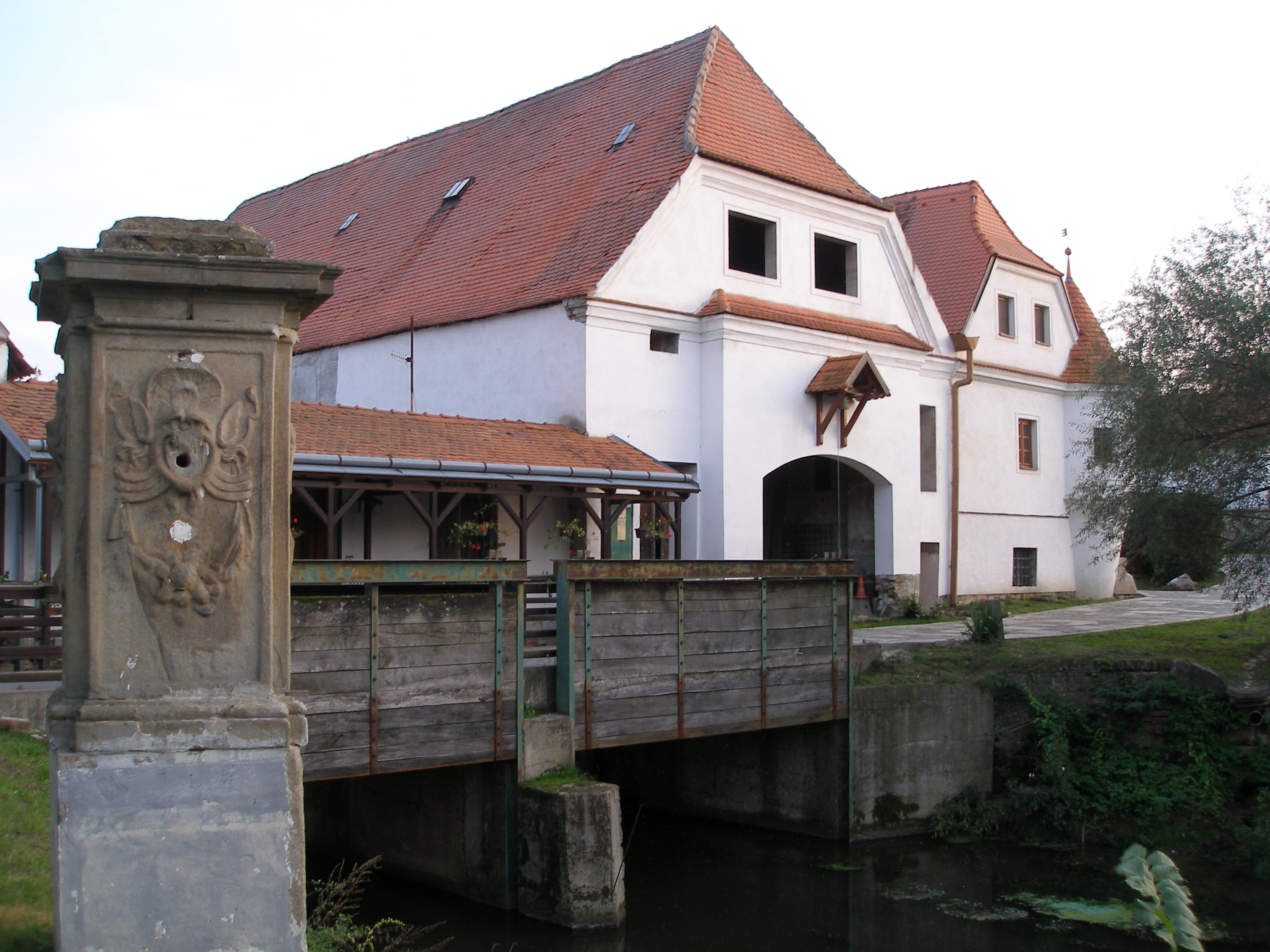
Schlossmühle

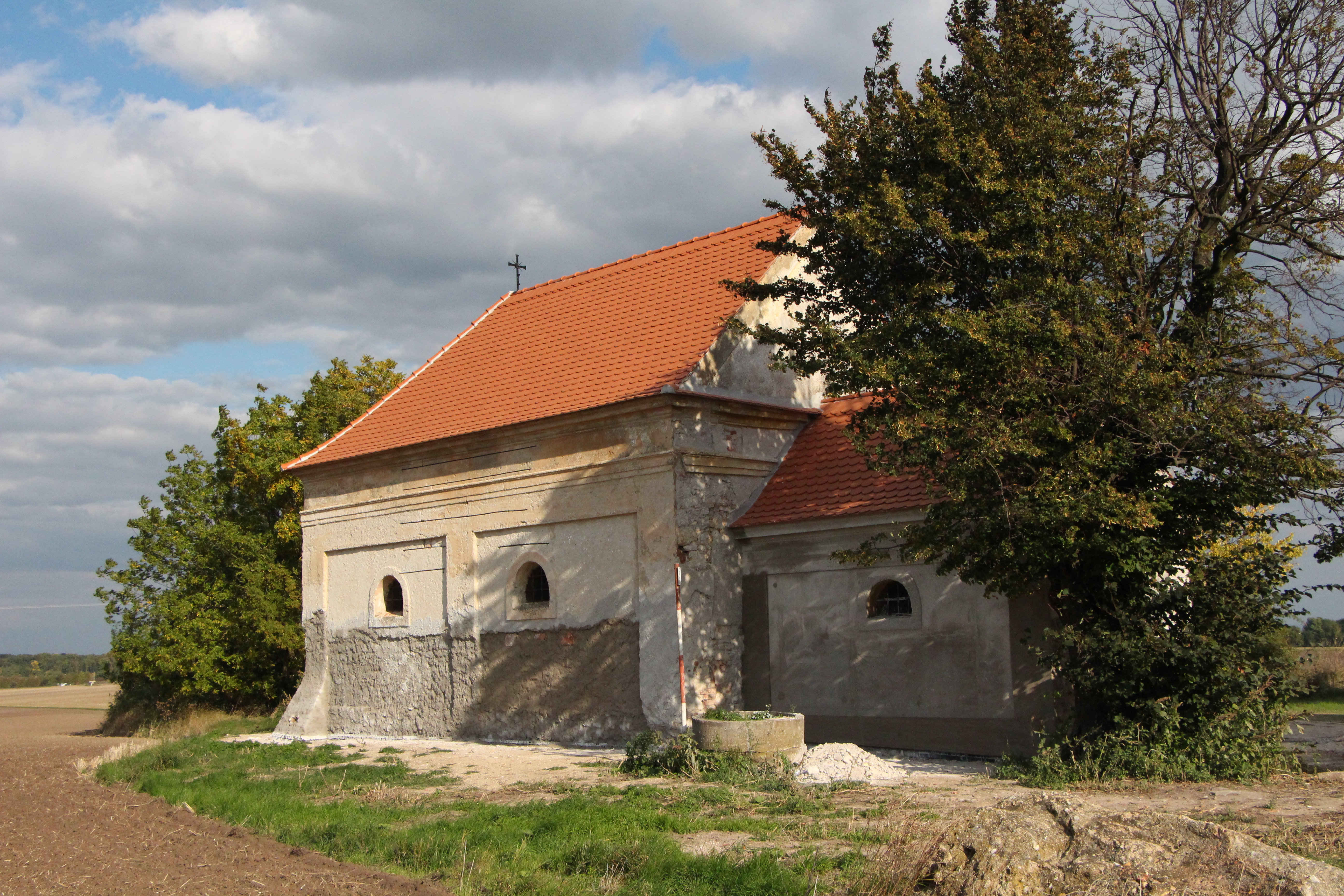
Kapelle der hll. Kyrill und Method

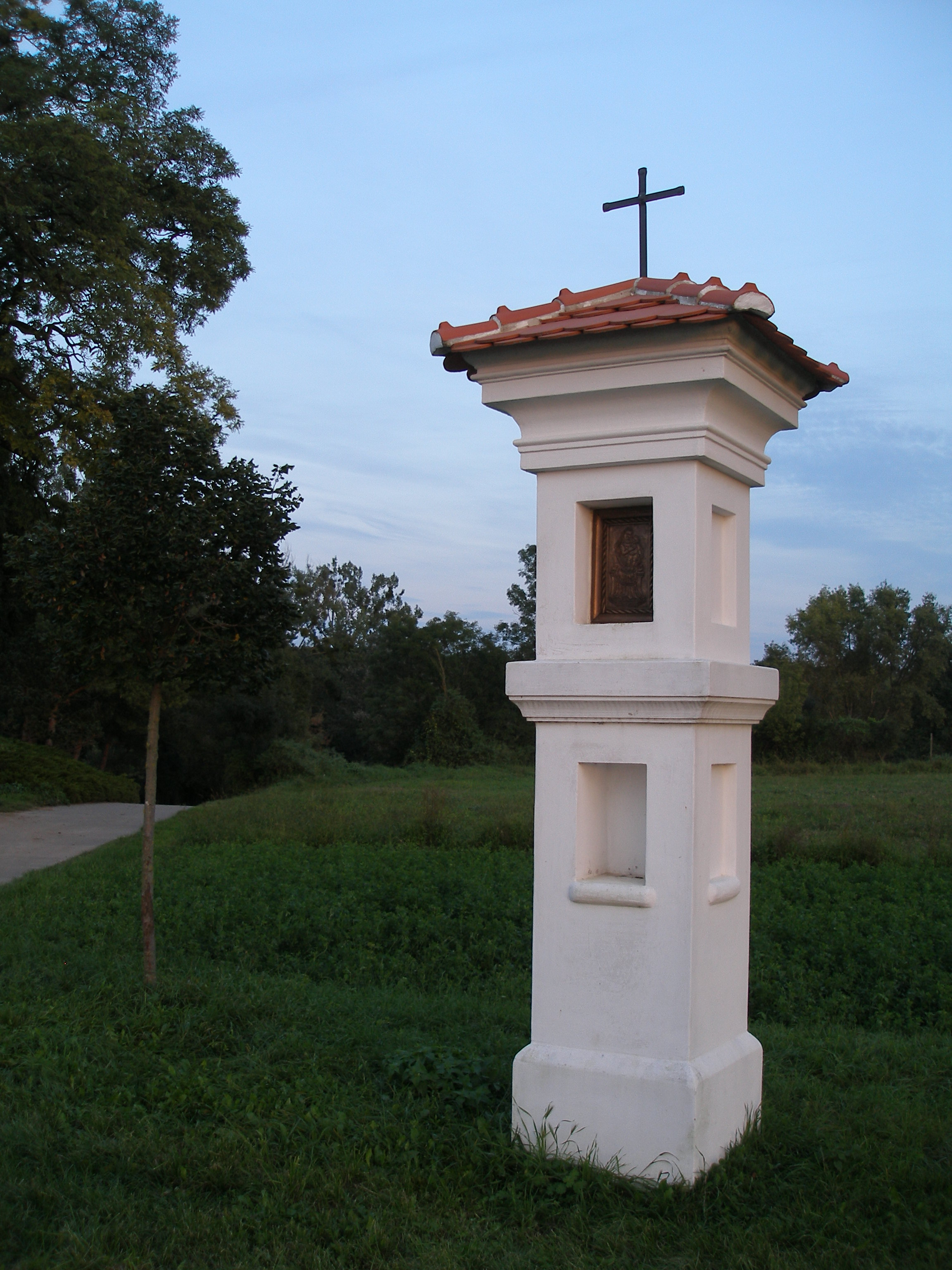
Bildstock am Friedhof

Nejdek (deutsch Neudek) ist ein Ortsteil der Gemeinde Lednice (Eisgrub) in Tschechien. Er liegt zehn Kilometer nordwestlich von Břeclav (Lundenburg) und gehört zum Okres Břeclav (Kreis Lundenburg).

## Geographie
Nejdek befindet sich am rechten Ufer des Lednický náhon (Eisgruber Graben) bzw. der Zámecká Dyje (Schlossthaya) im Dolnomoravský úval (Südliches Marchbecken). Südwestlich erheben sich der Blandourek (Bründelberg, 254 m.n.m.) und der Vysoký roh (Hohe Eck, 310 m.n.m.), im Westen die Pulgarská stráň (Pulgramer Fliegenhübel, 327 m.n.m.) sowie nordwestlich der Syslí kopec (Zeiselberg, 210 m.n.m.); die Hügel sind Teil der Mikulovská vrchovina (Nikolsburger Klippen).
Nachbarorte sind Přítluky (Prittlach) im Norden, Rakvice (Rakwitz) und Podivín im Nordosten, Ladná ( Rampersdorf) im Osten, Lednice (Eisgrub) im Südosten, Hlohovec (Bischofswarth) im Süden, Sedlec (Voitelsbrunn) und Mušlov im Südwesten, Mikulov (Nikolsburg) und Bavory ( Pardorf) im Westen sowie Klentnice und Bulhary (Pulgram) im Nordwesten.

## Geschichte
Im 9. Jahrhundert bestand im Auwald nördlich des heutigen Dorfes – auf der Heidenstätte, einem mit Dämmen umgebenen Platz an der Air bzw. den Urwehren – eine bedeutsame befestigte Siedlung des Mährerreiches, die ähnlich den nahegelegenen Anlagen bei Břeclav und Strachotín, von Süden den Übergang über die Thaya schützte.
Das im 13. Jahrhundert gegründete Gassendorf mit verbreitertem Dorfplatz erhielt seinen Namen nach dieser Anlage; Neudek ist eine deutsche Bezeichnung für Schutzburgen. Die erste urkundliche Erwähnung des Dorfes erfolgte 1244, als König Wenzel I. Sifried, genannt der Waise, mit Nideke, Eisgrub und Pulgram belehnte. Sifrieds gleichnamiger Sohn legte sich das Prädikat von Neidek (de Neidekke) zu. Im Jahre 1292 wurde bei Naidech und Přítluky die zwischen der Abtei Velehrad und der Templerkommende Czaikowitz strittige Grenze berichtigt. Sifried von Neidek kaufte 1298 von seinem Vetter Ulrich von Boskowitz das Dorf Milowitz hinzu. Im gleichen Jahre erfolgte durch Schiedsmänner eine Einigung in dem langwierigen Grenzstreit zwischen den Gütern des Sifried von Neidek und der Abtei Velehrad. 
Nach dem Erlöschen der Linie der Waisen von Waisenstein fielen deren Güter 1305 an den Markgrafen Wenzel III. heim. Im Jahre 1310 erwarb Heinrich II. zu Liechtenstein die Waisensteiner Güter. Danach verblieb das Dorf über 600 Jahre im Besitz des Hauses Liechtenstein. Im Liechtensteiner Urbar von 1414 wurde der Ort als Neydek und Neudek bezeichnet. 1743 ließ der Selowitzer Dechant Benedikt Haan auf dem Dorfplatz von Neudeck die Kapelle des hl. Laurentius errichten.
Im Jahre 1835 bestand das im Brünner Kreis am rechten Ufer der Thaya gelegene Dorf Neudeck aus 47 Häusern, in denen 520 Personen lebten. Im Ort gab es die Kapelle des hl. Laurentius, eine Schule und eine neungängige herrschaftliche Mühle mit Brettsäge an der Thaya. Pfarrort war Eisgrub. 1836 brannte die Kapelle nach einem Blitzeinschlag aus und wurde in der heutigen Form wiederaufgebaut. Bis zur Mitte des 19. Jahrhunderts blieb Neudek der Fideikommissherrschaft Eisgrub untertänig.
Nach der Aufhebung der Patrimonialherrschaften bildete Neudeck / Nejdek ab 1849 eine Gemeinde im Gerichtsbezirk Lundenburg. 1858 erfolgte der Bau eines Schulhauses. Ab 1869 gehörte das Dorf zum Bezirk und Gerichtsbezirk Nikolsburg; zu dieser Zeit hatte das Dorf 274 Einwohner und bestand aus 55 Häusern. Zu Beginn des 20. Jahrhunderts wurde Nýdek als tschechischer Ortsname verwendet. Im Jahre 1900 lebten in Neudek 325 Personen; 1910 waren es 336. 
Nach dem Zerfall der k.u.k. Monarchie und der Gründung der Tschechoslowakei am 28. Oktober 1918 verweigerte sich die meisten der Einwohner der tschechoslowakischen Staatszugehörigkeit und bestanden auf die Eingliederung in die Republik Deutschösterreich.  Ende 1918 wurde das Dorf durch die Tschechoslowakische Armee besetzt und der Tschechoslowakei angegliedert. Beim Zensus von 1921 lebten in den 71 Häusern des Dorfes 329 Personen, darunter 315 Deutsche und 13 Tschechen. Im Jahre 1930 bestand Neudek aus 86 Häusern und hatte 350 Einwohner; 1939 waren es 337. Die nationalistischen Bestrebungen der deutschen Bewohner flammten in den 1930er Jahren wieder auf. Im Jahre 1938 hatte die Sudetendeutsche Partei in Neudek 150 Mitglieder. 
Nach dem Münchner Abkommen wurde die Gemeinde 1938 dem Großdeutschen Reich zugeschlagen und gehörte bis 1945 zum Kreis Nikolsburg. Nach dem Kriegsende kam Nejdek zur Tschechoslowakei zurück. Von den 92 Häusern wurden 86 konfisziert; die meisten der deutschsprachigen Bewohner wurden vertrieben. Bis 1947 zogen 179 Neusiedler nach Nejdek; die meisten von ihnen kamen aus Prušánky, Lanžhot, Poštorná und Čejkovice. Im Zuge der Gebietsreform und der Aufhebung des Okres Mikulov wurde die Gemeinde 1948 dem Okres Břeclav zugeordnet. Im Jahre 1950 hatte Nejdek nur noch 219 Einwohner. Am 1. Juli 1966 erfolgte die Eingemeindung nach Lednice. Beim Zensus von 2001 lebten in den 73 Häusern von Nejdek 221 Personen.

## Ortsgliederung
Der Ortsteil Nejdek bildet den Katastralbezirk Nejdek u Lednice.

## Sehenswürdigkeiten
- Kapelle des hl. Laurentius, erbaut 1743 vom Selowitzer Dechanten Benedikt Haan und 1836 neu aufgebaut
- Schlossmühle, die im 18. Jahrhundert errichtete barocke Wassermühle wurde von der Zámecká Dyje, die den Schlossteich mit Wasser versorgt, angetrieben. In der ersten Hälfte des 20. Jahrhunderts wurde eine Francis-Turbine eingebaut. Bis 1945 befand sich die Mühle im Besitz der Fürsten von Liechtenstein. In den 1950er wurden der Lednický náhon, der Graben der Mühle und der oberhalb befindliche Königssee verfüllt. Das Vordergebäude wurde als Bibliothek und durch den Rundfunk genutzt. Nach der Privatisierung im Jahre 1990 erfolgte die Rekonstruktion der Mühle. Sie dient heute als Pension. Der Lednický náhon wurde 2010 wieder hergestellt.
- Burgstätte Nejdek bzw. Pohansko, im Auwald nördlich des Dorfes, großmährische Niederungsburg aus dem 9. Jahrhundert
- Kroatenkreuz, an der Straße nach Bulhary
- Bildstock, an der Straße nach Bulhary
- Bildstock, beim Friedhof
- Wegkapelle der hll. Kyrill und Method, im südlichen Teil der Gemarkung an der Straße von Mikulov nach Lednice, ursprünglich war sie der hl. Dreifaltigkeit geweiht